# Новий Став (місто)
Но́вий Став (пол. Nowy Staw, раніше Nytych, нім. Neuteich) — місто в північній Польщі.
Належить до Мальборського повіту Поморського воєводства.

## Демографія
Демографічна структура станом на 31 березня 2011 року:
|          | Загалом | Допрацездатний вік | Працездатний вік | Постпрацездатний вік |
| -------- | ------- | ------------------ | ---------------- | -------------------- |
| Чоловіки | 2179    | 460                | 1512             | 207                  |
| Жінки    | 2307    | 442                | 1349             | 516                  |
| Разом    | 4486    | 902                | 2861             | 723                  |